# 愛知県道328号本郷美合停車場線
愛知県道328号本郷美合停車場線（あいちけんどう328ごう ほんごうみあいていしゃじょうせん）は、愛知県岡崎市内を通る一般県道である。

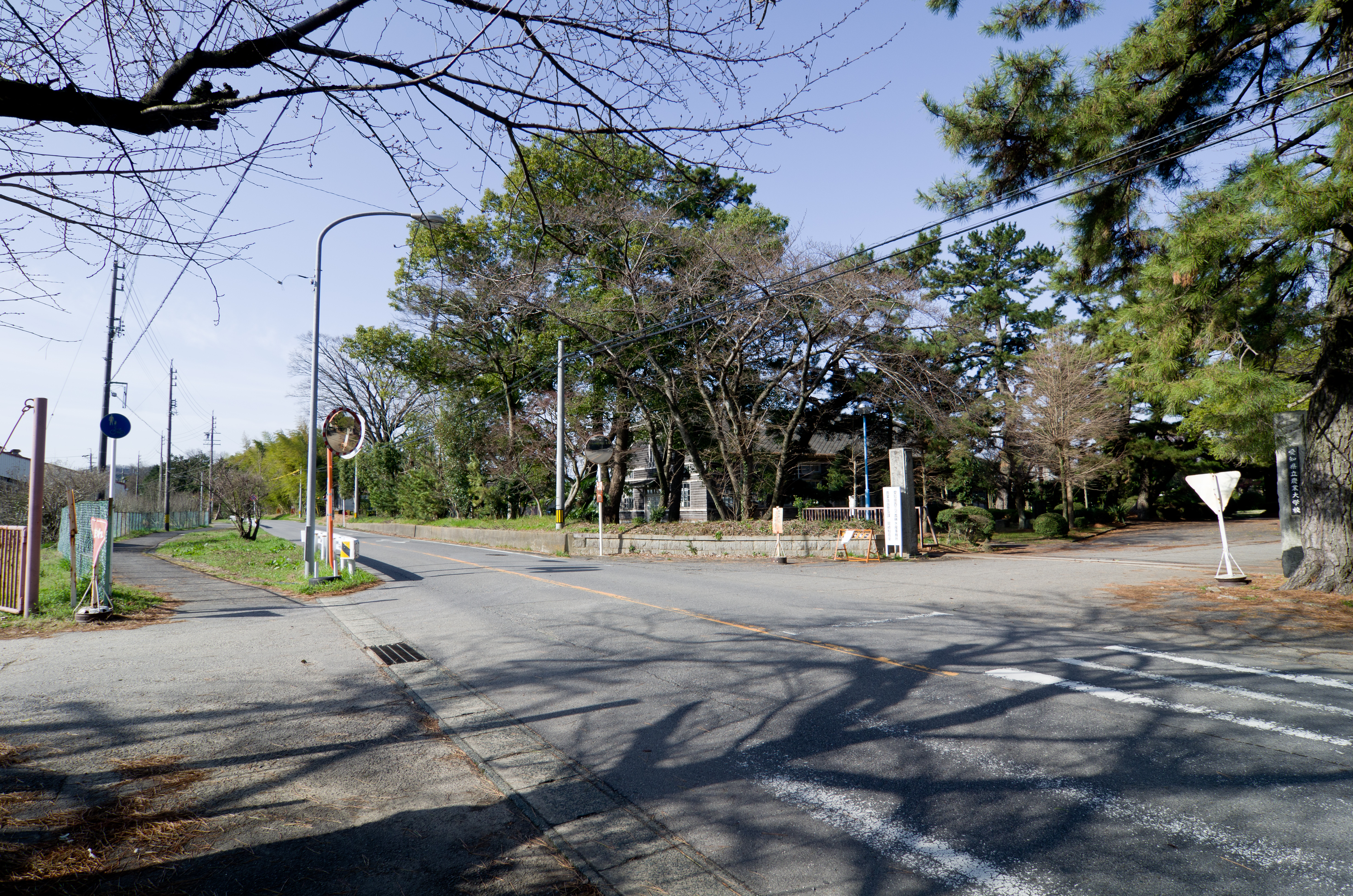
岡崎市美合町。道路の両側は愛知県立農業大学校である。

## 概要
美合駅周辺で名鉄名古屋本線と交差する3本の道路（1本は立体交差）のうち、駅西側の踏切が当路線である。

### 路線データ
- 起点：愛知県岡崎市美合町本郷
- 終点：愛知県岡崎市美合町生田
- 全長：約950m

## 沿革
- 1959年12月15日：認定

## 通過する自治体
- 愛知県
  - 岡崎市

## 接続する道路
- 愛知県道326号桑谷柱線（緑丘通り）・愛知県道327号市場福岡線（藤川街道）・愛知県道480号美合幸田線（馬頭道）（岡崎市美合町本郷地内）
- 愛知県道329号美合停車場線（馬頭道）（美合町生田地内）

## 周辺
- 名鉄名古屋本線 美合駅
- 愛知県立農業大学校

## 別名
- 馬頭道（岡崎市）